# 마르코 바키치
마르코 바키치(Marko Bakić, 1993년 11월 1일)는 몬테네그로의 축구선수이다. 현재 로얄 무스크롱-페루웰츠 소속으로 뛰고 있다.

## 선수 경력

### 토리노
2012년 8월 30일, 바키치가 피오렌티나가 선수 소유권의 50%를 지니고 토리노에서 한 시즌을 보낸 뒤에 피오렌티나에게 넘어간다는 조항을 가진채 토리노에 영입되었다. 바키치는 카타니아와 2-2로 무승부를 거둔 2013년 5월 19일에 세리에 A 데뷔전을 치렀다.

### 피오렌티나
2013년 6월 21일에 바키치는 토리노에서 피오렌티나로 이적하였다.

## 국가대표팀 경력
바키치는 2012년 8월 15일에 라트비아를 상대로 18살의 나이에 몬테네그로 축구 국가대표팀 데뷔전을 치렀다.

## 수상 경력
모그렌
- 몬테네그로 1부 리그 (1): 2010–11